# 全国都道府県中学生相撲選手権大会
全国都道府県中学生相撲選手権大会（ぜんこくとどうふけんちゅうがくせいすもうせんしゅけんたいかい）は、1990年（平成2年）より開催されている、相撲の中学生対象の大会である。日本相撲連盟主催。

## 概要
例年中学校の夏季休業期間中に開催される。同時期に開催される全国中学校相撲選手権大会（全中）が全国中学校体育大会参加大会であり日本中学校体育連盟各規定に服するのに対し、本大会は日本相撲連盟の独自事業である。また本大会は日本相撲協会からの強い協賛を得ていることから、会場は毎年両国国技館である。
また全中が2027年度より相撲が除外されることから、連盟は本大会を一本化する視野を図っている。

## 大会の競技方法
日本相撲連盟競技規定及び審判規定による。団体戦と個人戦の2種別があり、さらに個人戦は2010年（平成22年）度より無差別級と軽量級（75㎏未満）に分かれる。
1チーム3名の団体戦には、各都道府県代表47チームが参加する。予選リーグ戦で上位16チームを選出し、その16チームによるトーナメント戦で優勝チームを決定する。チームの編成は、全中の団体戦は原則として同一校に在籍する生徒でチームを編成するのに対し、本大会の団体戦は各都道府県で在籍校にかかわらず選手を選抜して編成する。
個人戦には、各都道府県代表の無差別級3名・軽量級1名が参加する。予選で無差別級は16名、軽量級は8名の優秀選手を選出し、その優秀選手によるトーナメント戦を行い優勝者を決定する。全国大会においては、軽量級の参加資格を持つ選手が軽量級と無差別級の両方に出場することはできない。なお全中の個人戦優勝者は中学生横綱の称号を得るが、本大会の個人戦優勝者に特別の称号はない。

## 歴代優勝者
| 回 | 年度 | 団体戦   | 個人戦（無差別級）                 | 個人戦（軽量級）     |
| -- | ---- | -------- | ---------------------------------- | -------------------- |
| 1  | 1990 | 青森     | 田中康弘（東京）                   |                      |
| 2  | 1991 | 東京     | 阿部和秀（山形）                   |                      |
| 3  | 1992 | 東京     | 岡部新（東京）                     |                      |
| 4  | 1993 | 青森     | 住吉明（青森）                     |                      |
| 5  | 1994 | 青森     | 三好正人（大阪）                   |                      |
| 6  | 1995 | 熊本     | 東井広行（福島）                   |                      |
| 7  | 1996 | 静岡     | 磯部洋之（静岡）                   |                      |
| 8  | 1997 | 青森     | 前田勝（山形）                     |                      |
| 9  | 1998 | 高知     | 梶原大樹（高知）                   |                      |
| 10 | 1999 | 山口     | 市原孝行（愛知）                   |                      |
| 11 | 2000 | 愛知     | 石田哲也（東京）                   |                      |
| 12 | 2001 | 高知     | 太田剛希（徳島）                   |                      |
| 13 | 2002 | 埼玉     | 西内真也（高知）                   |                      |
| 14 | 2003 | 兵庫     | 李大源（兵庫）                     |                      |
| 15 | 2004 | 東京     | 山口雅弘（鳥取）                   |                      |
| 16 | 2005 | 石川     | 南雲学人（東京）                   |                      |
| 17 | 2006 | 石川     | 川端翔吾（高知）                   |                      |
| 18 | 2007 | 青森     | 中村大輝（埼玉）                   |                      |
| 19 | 2008 | 東京     | 玉木一嗣磨（三重）                 |                      |
| 20 | 2009 | 石川     | 達綾哉（石川）                     |                      |
| 21 | 2010 | 青森     | 打越奎也（青森）                   | 中井駿（高知）       |
| 22 | 2011 | 石川     | 打越奎也（青森）                   | 山本大希（徳島）     |
| 23 | 2012 | 石川     | 菊池大史芽（青森）                 | 番場偉史（青森）     |
| 24 | 2013 | 高知     | 川上竜虎（熊本）                   | 山市大悟（青森）     |
| 25 | 2014 | 石川     | 手計富士紀（千葉）                 | 川副圭太（熊本）     |
| 26 | 2015 | 埼玉     | 齋藤大輔（山形）                   | 藤沢詩音（富山）     |
| 27 | 2016 | 石川     | 田中虎之介（新潟）                 | 瀬戸太陽（石川）     |
| 28 | 2017 | 熊本     | 向中野真豪（鳥取）                 | 川上竜昌（熊本）     |
| 29 | 2018 | 鳥取     | 西加陽斗（鹿児島）                 | 井ノ上豪志（和歌山） |
| 30 | 2019 | 石川     | アルタンゲレル・ソソルフー（鳥取） | 最上想生（富山）     |
| 31 | 2020 | 大会中止 | 大会中止                           | 大会中止             |
| 32 | 2021 | 和歌山   | 篠宗磨（石川）                     | 吉田泰造（香川）     |
| 33 | 2022 | 千葉     | 俵幸平（鹿児島）                   | 川崎永遠（佐賀）     |
| 34 | 2023 | 埼玉     | 尾川蓮太（大分）                   | 小林力喜（石川）     |
| 35 | 2024 | 熊本     | 片桐恭晟（石川）                   | 加藤守陽（愛知）     |
| 36 | 2025 | 東京     | テムージン・チルグン（鳥取）       | 中川清成（高知）     |